# The Oxford Book of Twentieth Century English Verse
The Oxford Book of Twentieth Century English Verse ist eine von Philip Larkin (1922–1985) herausgegebene Anthologie der englischen Lyrik des 20. Jahrhunderts. Das Buch wurde 1973 von der Oxford University Press veröffentlicht. Die Gedichtsammlung steht in der Nachfolge des Oxford Book of Modern Verse 1892–1935 von W. B. Yeats (1865–1939). Larkin, der zwei Jahre in einem Oxforder College daran gearbeitet hatte, schreibt in seinem kurzen Vorwort, dass die Auswahl eher breit als tief sei, er merkt auch an, dass es sich bei der Zeit nach 1914 eher um eine Auswahl von Gedichten als von Individuen handele, er habe Gedichte zusammengestellt, die ihren Lesern sowohl einzeln als auch als Sammlung Freude bereiten werden. Das Werk enthält Werke von 207 Dichtern. 
Das Buch stieß auf sehr unterschiedliche Aufnahme. Im März 1973 schrieb z. B. der englische Schriftsteller Kingsley Amis (1922–1995) an seinen Freund Philip Larkin: „Deine Anthologie sieht ganz ordentlich aus und scheint ja auch ziemlich gut angekommen zu sein. Ein großer Teil davon ist Pisse, finde ich, aber was soll ich mich beschweren, wo doch soviel von mir reingekommen ist. Ich hoffe, es bringt Dir eine Menge Geld ein.“

## Dichter
- Allison, Drummond
- Allott, Kenneth
- Amis, Kingsley (1922–1995)
- Asquith, Herbert
- Auden, W. H. (1907–1973)
- Bantock, Gavin
- Barker, George
- Barton, Joan
- Beer, Patricia
- Beerbohm, Max (1872–1956)
- Bell, Martin
- Belloc, Hilaire (1870–1953)
- Bennett, Arnold (1867–1931)
- Benson, Stella (1892–1933)
- Betjeman, John (1906–1984)
- Binyon, Laurence (1869–1943)
- Blackburn, Thomas
- Blunden, Edmund (1896–1974)
- Blunt, Wilfrid Scawen (1840–1922)
- Lyon, Lilian Bowes
- Bridges, Robert (1844–1930)
- Brooke, Rupert (1887–1915)
- Brownjohn, Alan
- Bunting, Basil
- Cameron, Norman
- Campbell, Joseph (1904–1987)
- Campbell, Roy (1901–1957)
- Cannan, May Wedderburn (1893–1973)
- Caudwell, Christopher (1907–1937)
- Causley, Charles (1917–2003)
- Chesterton, G. K. (1874–1936)
- Church, Richard
- Clarke, Austin (1896–1974)
- Cole, Barry
- Cole, G. D. H. (1889–1959)
- Colum, Padraic (1881–1972)
- Comfort, Alex (1920–2000)
- Connor, Tony
- Conquest, Robert (1917–2015)
- Cornford, Frances
- Coward, Noël (1899–1973)
- Currey, R. N.
- Davidson, John (1857–1909)
- Davie, Donald
- Davies, Idris
- Davies, W. H. (1871–1940)
- Day-Lewis, Cecil (1904–1972)
- Dehn, Paul (1912–1976)
- de la Mare, Walter (1873–1956)
- Douglas, Keith
- Drinkwater, John
- Dunn, Douglas (* 1942)
- Durrell, Lawrence (1912–1990)
- Dyment, Clifford
- Eliot, T. S. (1888–1965)
- Lewis, Colin (1942–2022)
- Empson, William (1906–1984)
- Enright, D. J. (1920–2002)
- Ewart, Gavin (1916–1995)
- Falkner, John Meade
- Flecker, James Elroy (1884–1915)
- Flint, F. S. (1885–1960)
- Frankau, Gilbert
- Fraser, G. S.
- Fuller, Roy (1912–1991)
- Garioch, Robert (1909–1981)
- Gascoyne, David (1916–2001)
- Gibson, Wilfrid
- Gittings, Robert
- Gogarty, Oliver St. John
- Gould, Gerald
- Graham, W. S.
- Gransden, K. W.
- Graves, Robert (1895–1985)
- Green F. Pratt
- Grenfell, Julian
- Grigson, Geoffrey
- Gunn, Thom (1929–2004)
- Gurney, Ivor (1890–1937)
- Haldane, J. B. S. (1892–1964)
- Hamburger, Michael (1924–2007)
- Hardy, Thomas
- Harvey, F. W.
- Hassall, Christopher (1912–1963)
- Heath-Stubbs, John (1918–2006)
- Henri, Adrian (1932–2000)
- Herbert, A. P.
- John Hewitt
- Higgins, Brian
- Higgins, F. R.
- Hill, Geoffrey (1932–2016)
- Hobsbaum, Philip
- Hodgson, Ralph (1871–1962)
- Holbrook, David
- Holden, Molly (1927–1981)
- Housman, A. E. (1859–1936)
- Hughes, Ted
- Hulme, T. E.
- Iremonger, Valentin (1918–1991)
- Isherwood, Christopher (1904–1986)
- Ivens, Michael
- Jennings, Elizabeth
- Joseph, Jenny
- Joyce, James (1882–1941)
- Kavanagh, Patrick (1904–1967)
- Keyes, Sidney (1922–1943)
- Kinsella, Thomas (1928–2021)
- Kipling, Rudyard (1865–1936)
- Kirkup, James (1918–2009)
- Larkin, Philip (1922–1985)
- Lawrence, D. H. (1885–1930)
- Lehmann, John (1907–1987)
- Lerner, Lawrence
- Lewis, Alun (1915–1944)
- Lewis, C. S. (1898–1963)
- Lewis, Wyndham (1882–1957)
- Logue, Christopher (1926–2011)
- Lowry, Malcolm (1909–1957)
- Lucie-Smith, Edward (* 1933)
- MacBeth, George (1932–1992)
- MacCaig, Norman (1910–1996)
- MacDiarmid, Hugh (1892–1978)
- MacDonagh, Donagh (1912–1968)
- MacNeice, Louis (1907–1963)
- Madge, Charles
- Masefield, John (1878–1967)
- McGough, Roger (* 1937)
- Mew, Charlotte (1869–1928)
- Meynell, Alice (1847–1922)
- Michie, James (1927–2007)
- Miles, Susan
- Mitchell, Adrian (1932–2008)
- Mitchell, Matthew
- Monro, Harold (1879–1932)
- T. Sturge Moore (1870–1944)
- Muir, Edwin (1887–1959)
- E. Nesbit
- Newbolt, Henry (1862–1938)
- Noyes, Alfred (1880–1958)
- Philip O’Connor
- Moira O’Neill
- Orwell, George (1903–1950)
- Owen, Wilfred (1893–1918)
- Herbert Palmer
- Patten, Brian (* 1946)
- Phillpotts, Eden (1862–1960)
- Pitter, Ruth (1897–1992)
- Plomer, William (1903–1973)
- Popham, Hugh
- Porter, Peter (1929–2010)
- Powys, John Cowper (1872–1963)
- Prince, F. T.
- Pudney, John
- Raine, Kathleen (1908–2003)
- Read, Herbert (1893–1968)
- Redgrove, Peter (1932–2003)
- Reed, Henry
- Reeves, James
- Rendall, Robert
- Rickword, Edgell
- Roberts, Michael
- Rosenberg, Isaac (1890–1918)
- Ross, Alan
- Rowse, A. L. (1903–1997)
- Sackville-West, Vita (1892–1962)
- Sagittarius
- Sassoon, Siegfried (1886–1967)
- Scannell, Vernon (1922–2007)
- Scovell, E. J.
- Seymour-Smith, Martin
- Shanks, Edward (1892–1953)
- Silkin, Jon
- Sillitoe, Alan (1928–2010)
- Sisson, C. H.
- Sitwell, Edith (1887–1964)
- Sitwell, Osbert (1892–1969)
- Smith, Iain Crichton
- Smith, Stevie (1902–1971)
- Spencer, Bernard
- Spender, Stephen (1909–1995)
- Squire, J. C. (1884–1958)
- Stephens, James
- Strong, L. A. G.
- Stuart, Muriel
- Summers, Hal
- Synge, J. M. (1871–1909)
- Tessimond, A. S. J.
- Thomas, Dylan (1914–1953)
- Thomas, R. S. (1913–2000)
- Thwaite, Anthony
- Tomlinson, Charles (1927–2015)
- Tonks, Rosemary
- Wain, John (1925–1994)
- Walcott, Derek (1930–2017)
- Waley, Arthur (1889–1966)
- Watkins, Vernon (1906–1967)
- Wellesley, Dorothy
- Wickham, Anna
- Williams, Hugo (* 1942)
- Wolfe, Humbert
- Wordsworth, Elizabeth (1840–1932)
- Yeats, W. B. (1865–1939)
- Young, Andrew
- Young, Francis Brett (1884–1954)